# Khudawandpur, Bhalki
Khudawandpur là một làng thuộc tehsil Bhalki, huyện Bidar, bang Karnataka, Ấn Độ.